# 무령왕비 금제관식
무령왕비 금제관식(武寧王妃 金製冠飾) 혹은 무령왕대부인 금제관식(武寧王大夫人 金製冠飾)은 충청남도 공주시 무령왕릉에서 출토된 백제의 금으로 만든 관(冠) 장식으로, 모양과 크기가 같은 한 쌍으로 되어 있는 장신구이다. 1974년 7월 9일 대한민국의 국보 제155호로 지정되었다.

## 개요
공주시 무령왕릉에서 왕의 관식과 함께 출토된 왕비의 금제 관(冠)장식으로, 모양과 크기가 같은 한 쌍으로 되어 있다.
높이 22.6cm, 너비는 13.4cm로 1971년 무령왕릉이 발견·조사되었을 때, 왕비의 널(관) 안쪽 머리 부근에서 포개진 상태로 발견되었다.
금판에 무늬를 뚫어서 장식하고 밑에 줄기를 달았다. 투조(透彫)로 표현된 문양은 좌우대칭을 이루도록 정돈되어 정연한 느낌을 준다. 문양은 중심부의 연꽃받침 위에 놓인 병을 중심으로 그 주위에 덩굴무늬가 있고 병 위에는 활짝 핀 꽃 한송이가 있으며, 중간부터 위쪽의 가장자리에는 불꽃무늬가 솟아 있는 모습으로 표현하였다. 무령왕릉 안에서 같이 발견된 왕의 관(冠) 장식보다 규모가 조금 작고 구슬 등의 장식이 달려있지 않아 간결한 인상을 준다.
무령왕릉은 백제 25대 무령왕(재위 501∼522)과 왕비의 무덤으로, 벽돌을 이용해 만든 벽돌무덤(전축분)이며, 많은 유물이 발견되었다. 이들은 6세기 전반 백제문화의 수준과 묘제, 사장 등의 일면을 알려주는 자료로 평가되고 있으며, 이 가운데 지석(誌石)은 삼국시대 고분 중 최초로 무덤에 묻힌 주인과 만든 시기를 밝혀주는 자료가 되고있다.

## 같이 보기
- 무령왕릉
- 대부인

## 참고 자료
- 무령왕비 금제관식 - 국가유산청 국가유산포털